# 李宇春
李宇春（英語：Chris Lee Yu-chun，1984年3月10日—），出生于中國四川成都，中國大陸女歌手、詞曲創作人、電影演員、演唱会导演。
2005年，李宇春獲得“超級女聲”全國總冠軍，登上美國《時代周刊》封面。2006年發行首張專輯《皇后與夢想》，並創立品牌演唱會“WhyMe”。2007年發行專輯《我的》並首次開展全國巡演，再登美國《時代周刊》。2008年發行專輯《少年中國》，獲得MTV亞洲音樂大獎中國最受歡迎歌手獎。2009年發行專輯《李宇春》，入駐杜莎夫人蠟像館，獲得亞洲音樂節亞洲最佳歌手獎。2010年成立個人工作室。2011年發行專輯《會跳舞的文藝青年》，成為首位獲得香港十大中文金曲全國最佳女歌手的內地歌手。2012年發行專輯《再不瘋狂我們就老了》，同年舉行瘋狂世界巡演，獲得韓國MAMA亞洲最佳歌手獎。2013年憑原創作品《再不瘋狂我們就老了》獲得EMA歐洲音樂大獎全球最佳藝人獎。2014年發行專輯《1987我不知會遇見你》，獲得WMA世界音樂大獎大中華區最高銷量獎和APEC傑出女性獎。2016年發行專輯《野蠻生長》並舉行巡迴演唱會。2017年發行專輯《流行》，銷量登頂巔峰暢銷榜總冠軍。2018年舉行李宇春流行（liú xíng）巡演。2019年发行全新创作专辑《哇》，获2019年度专辑销售额冠军（不含EP和单曲）。2020年，擔任《2020中国好声音》導師。
李宇春憑藉《十月圍城》提名香港金像獎最佳女配及亞洲電影大獎、金像獎、大眾電影百花獎最佳新人提名。兩度入圍香港金像獎最佳原創電影歌曲。2013年主演賴聲川話劇《如夢之夢》。2014年擔任戛納電影節頒獎嘉賓。

## 早年经历
李宇春出生於四川成都，父親是一名鐵路警察，母親照顧一家人的生活。在四川大學擔任中文系教授的爺爺為她取名字，寓意是：希望她像宇宙的春天一樣，永遠生機勃勃、春意盎然。
家教嚴格，12歲住校上學。中學時代獲得“校園歌唱比賽”第一名，18歲時舉行人生第一場個人演唱會，以專業分數第二的成績考取四川音樂學院。憑藉在校期間的表現，在大學畢業前夕被母校四川音樂學院授予川音最高榮譽獎。

## 职业生涯

### 超级女声
在2005年参加湖南卫视真人选秀节目超级女声之前，李宇春被母亲推介参加，其意愿并不强烈，认为人太多，信心不足，甚至还受到其音乐导师余政仪的嘲笑，认为其不应该参加这种比赛，但是她最终还是鼓励其学生去参加比赛来增长经验。在成都唱区早期的比赛中，李宇春就曾因为演唱一曲〈我的心里只有你没有他〉而在互联网上引发搜索热潮。之后更是凭借其极强的舞台感染力和超高人气，李宇春获得超级女声全国总冠军。她在总决赛中共获得全中国观众公开投票的352万多张票，有资料指她的总决赛得票数远不止这么多，因为当晚为她投票的人数太多导致电视台的伺服器一度瘫痪。

### 2005-2007：皇后与梦想与我的
她在比赛期间因成都赛区冠军资格获得奖励单曲〈甜蜜的我爱你〉。2005年至2006年间，她发行了〈冬天快乐〉、〈Give Me Five〉、〈Happy Wake Up〉和〈冰菊物语〉等单曲。她的第一张个人专辑《皇后与梦想》，与音乐人张亚东、音乐公司太合麦田合作，经历了一年的筹备，于2006年9月15日正式发行，首月销量43万张，全年销量137万张，创造了内地销量奇迹；其首唱会于9月20日在北京举办。李宇春获得第6届华语音乐传媒大奖“年度艺人”奖。2006年，李宇春的歌迷团成立以其粉丝名字“玉米”同名的基金会——玉米基金会，并作为中国红十字协会专项基金，用于公益捐助，李宇春作为该基金终身代言人，由其粉丝为其创作的歌曲〈和你一样〉也被选为红十字会基金会公益宣传歌曲以及该基金会主题曲。李宇春还于同年与麦田守望者乐队一起演唱了宣扬绿色和平的公益歌曲〈Green〉。2007年11月1日，其第二张个人专辑《我的》发行，并在同一时期举办了五场个人巡回演唱会。李宇春于当年获得第14届北京流行音乐典礼“年度最受歡迎女歌手”、“年度最受欢迎新人”奖，第5届MusicRadio中国TOP排行榜“年度最受欢迎女歌手”，以及第7届音乐风云榜“年度最受欢迎女歌手”。

### 2008-2010：少年中国，李宇春与十月围城
2008年4月，李宇春发行独立企划迷你专辑《少年中国》。歌曲〈少年中国〉荣获第6届东南劲爆音乐榜、第7届MusicRadio中国TOP排行榜、中国原创音乐流行榜总选“年度金曲”。李宇春荣获MusicRadio中国TOP排行榜、第19届中歌榜、第8届中国原创音乐流行榜总选“年度最受欢迎女歌手”以及第6届东南劲爆音乐榜“内地劲爆最佳女歌手”奖。2009年6月2日，在四川安靖镇举办的四川非物质文化遗产文化节上，李宇春被授予“蜀绣文化传播大使”，并特别为此次活动精心录制了新歌〈蜀绣〉，此歌由中国作家郭敬明填词。2009年8月，李宇春携手中国移动，推出第三张数字同名专辑《李宇春》。12月20日实体专辑上市，夺得当当网与卓越网年度冠军。该同名专辑荣获MusicRadio中国TOP排行榜“年度最佳专辑”奖，李宇春荣获“年度最佳女歌手”以及第9届全球华语歌曲排行榜“年度最受欢迎女歌手”。2009年4月，李宇春宣布参演电影《十月围城》，该片于同年12月上映，李宇春以“方红”一角获得2010年第29届香港金像奖“最佳新演员”和“最佳女配角”提名。

### 2011-2013：会跳舞的文艺青年，再不疯狂我们就老了与快乐男声
2011年4月，李宇春的第四张专辑《会跳舞的文艺青年》发行。在这张专辑中，她参与主要的词曲创作，并亲自监制每一首歌曲。《会跳舞的文艺青年》夺得该年内当当、亚马逊中国、星外星、京东四大音乐专辑年度销量榜的冠军。歌曲〈对不起，只是忽然很想你〉获得第11届全球华语歌曲排行榜、第1届全球流行音乐金榜、2011年度MusicRadio中国TOP排行榜、2011年度中国原创音乐流行榜、第12届音乐风云榜、第16届全球华语榜中榜、2011年度中歌榜“年度金曲”以及第6届中国移动无线音乐盛典“年度最畅销金曲 ”。李宇春获得2010年度中歌榜、MusicRadio中国TOP排行榜、第15届全球华语榜中榜“年度最受欢迎女歌手”以及第33届香港十大中文金曲“全国最佳女歌手”。2012年，李宇春推出由自己独立企划制作的专辑《再不疯狂我们就老了》，该专辑包揽2012年度，中国四大电商当当、亚马逊、京东、淘宝的年度销量总冠军。同年，李宇春启动了疯狂世界巡回演唱会。歌曲〈再不疯狂我们就老了〉荣获2012年度中歌榜、2012年度MusicRadio中国TOP排行榜、2013年度华语金曲奖“年度金曲”。李宇春荣获2012年度中歌榜、第6届中国移动无线音乐盛典、2012年度MusicRadio中国TOP排行榜“年度最受欢迎女歌手”，第19届东方风云榜、第17届全球华语榜中榜“年度最佳女歌手”，以及第17届全球华语榜中榜“年度最佳专辑”。2013年7月，李宇春担任《快乐男声》的评委。

### 2014-2016：1987我不知会遇见你与野蛮生长
《1987我不知会遇见你》荣获2014年度MusicRadio中国TOP排行榜、2015酷音乐亚洲音乐盛典“年度最受欢迎唱片”以及第二届QQ音乐盛典“年度最佳国语专辑”。李宇春获得2014年度MUSICRADIO中国TOP排行榜、第十五届音乐风云榜、第二届QQ音乐盛典“最受欢迎女歌手”和第四届音悦V榜年度盛典“年度最佳女歌手”。2016年，李宇春宣布发行一张全数字专辑，以四张分别命名《野》、《蛮》、《生》、《长》的EP形式逐一发行。

## 舞台形象与时尚事业

### 音乐风格与个人形象
李宇春的音樂曲風主要以電子舞曲和华语流行歌曲为主。李宇春的嗓音为女中音。与21世纪亚洲音乐的印象一样，其舞台风格注重视觉效果与服装造型。尽管其音乐影响力饱受部分媒体的质疑，新华社曾于2006年质疑其所获得的关注度与其音乐才华不匹配；其一直保持不变的短发形象形成的个人特色，却促使其一直是娱乐媒体热衷的对象，甚至在网络上有黑称，尽管其经纪公司向公众宣布不要再提此称呼，不过其本人曾表示并不介意。

### 进军时尚界大获成功
自从参加超级女声以来，李宇春和其同时参赛的歌手周笔畅所引领的中性魅力在中国大陆产生巨大影响，中性风格时尚席卷内地。她在10年以后不断与国际时装设计师接触合作，于2012年邀请法国时装设计师让-保罗·高缇耶为其“疯狂世界”巡演设计服装造型。
其在2013年，以另類冷酷的搖滾風造型登上意大利《VOGUE》（VOGUE ITALIA）2013開年刊。意大利《VOGUE》在報道中這樣評價道：李宇春不僅僅是明星，她是一個與衆不同的巨星，也是中國第一個從不懼怕保持自我的明星。主編 Franca Sozzani 闡述邀請李宇春出鏡的原因時說道：“之前就知道中國有李宇春這個非常特別的藝人...我欣賞她的才華和氣質，尤其被她的寵辱不驚和真誠打動，所以就有了這次拍攝。” 同年，其受邀参与法国时尚设计大师卡尔·拉格斐的香奈儿《THE LITTLE BLACK JACKET》摄影展中国上海站拍摄。其品牌演唱会2013"Why Me"由纪梵希全球创意总监Riccardo Tisci亲自设计。
2014年，李宇春受Riccardo Tisci邀请观赏巴黎时装周纪梵希2015春夏时装秀。其14年"Why Me"演唱会由英国时装设计师Gareth Pugh设计。12月16日，李宇春受邀出席在法国驻华大使馆举办的“庆祝中法建交50周年纪念日鸡尾酒会”。
2015年3月，受美国时装设计师王大仁及卡尔·拉格斐邀请，赴巴黎时装周观赏巴黎世家（Balenciaga）和香奈儿（Chanel）2015秋冬时装秀。5月5日，李宇春受纪梵希全球设计总监Riccardo Tisci邀请出席纽约大都会艺术博物馆慈善舞会（The Met Gala），红毯造型被美国《W》杂志评为十大最美造型之一。5月22日，李宇春受邀参加美国艾滋病研究基金会慈善晚宴（amfAR Canne Gala），红毯造型被国际知名时尚网站RCFA评为年度最佳造型前五。6月25日，李宇春成为国际奢侈品牌纪梵希Givenchy2015秋冬广告全球代言人。7月，李宇春接连登上法国版《名利场》、《VOGUE》十周年金九正刊封面。受全球芭莎创意总监carineroitfeld 邀请，李宇春作为首位亚洲明星拍摄了摄影大师Jean-Paul Goude掌镜的美国版《时尚芭莎》九月刊全明星“ICONS ISSUE”专题大片，致敬时尚偶像Coco Chanel。李宇春2015WhyMe十周年成都演唱会造型由四大国际顶级设计师Jeremy Scott、Gareth Pugh、Riccardo Tisci及Karl Lagerfeld率领的设计团队联袂打造。9月11日，李宇春首度作为全球代言人亮相纽约时装周观赏纪梵希2016春夏女装秀。9月22日，李宇春作为唯一中国明星入选登2015BoF500全球时尚权力榜，并成为封面人物。10月19日，李宇春首次跨界设计，联合Clarks推出限量联名款沙漠靴，这是Clarks 首次与中国音乐人进行跨界合作。
2016年，Givenchy纪梵希官方宣布，将为全球代言人李宇春推出限量款球鞋Givenchy CL Sneaker，这是Givenchy史上首次为艺人打造专属sneaker，以纪念李宇春演艺事业第一个精彩十年。3月7日，李宇春出席巴黎时装周并观赏了纪梵希2016秋冬女装大秀。3月28日，李宇春首登《Tmagazine》封面。5月14日-15日，李宇春第四度受邀出席法国戛纳电影节，并受邀参加开云集团Women in Motion主题晚宴，其红毯造型被收入了《名利场》网站评选的戛纳最佳着装图集。 6月29日，GUCCI官方宣布李宇春成为GUCCI亚洲区腕表首饰形象大使。8月13日，李宇春与华裔设计师Alexander Wang推出限量联名款T恤。8月20日，“野蛮生长巡回演唱会”在首站北京开启，演唱会服装由Alessandro Michele、Alexander Wang两大国际设计师联手打造。9月，李宇春入围美国著名时尚杂志《Paper Magazine》“全球100位美丽人物”榜，被评为2016年全球音乐节最具影响力美丽人物。（该杂志聚焦全球时尚、艺术、音乐及娱乐行业热门人物，以塑造文化历程创意人物和时尚潮流创造者为标准，并在多领域进行筛选。）10月4日，李宇春二度登上2016年度BoF500全球时尚权力榜。12月9日，李宇春作为英国著名先锋时尚杂志i-D杂志邀请的首位中国女性创作人，参与i-D与CHANEL合作打造的The Fifth Sense全球女性创造力计划，并为名为“无形之物”（Intangible Matter）的艺术合作项目演绎原声配乐《小雅·裳裳者华》。
2017年2月22日，李宇春受邀出席米兰时装周观赏Gucci 2017秋冬女装秀。3月，李宇春受Nike邀请作为全球“领创者”代表拍摄了Nike “Kiss My Airs”全球系列影片。5月19日，Gucci官方发布了品牌大使李宇春的全新广告形象大片。 5月21日，李宇春受Naomi Campbell亲自邀请，出席Fashion for Relief慈善时装秀，并首次走秀。9月6日，Diesel正式发布李宇春的首个广告大片，同时，李宇春与Diesel艺术总监Nicola Formichetti共同设计的限量胶囊系列在全球掀起潮流风暴。纽约店铺30分钟内宣告售罄，米兰、东京门庭若市，大中华区抢购更成为时尚圈大事件。9月10日，李宇春三度登上2017年度BoF500全球时尚权力榜。 9月20日，李宇春受邀出席米兰时装周观赏Gucci2018春夏大秀。10月1日，李宇春作为唯一的中国面孔受邀在香榭丽舍大街为巴黎欧莱雅走秀，同时，音乐作品《Dance to the music》作为秀场音乐在现场响起。
2018年1月11日，李宇春成为Onitsuka Tiger鬼冢虎大中华区品牌代言人。

## 慈善参与与公益代言人

### 玉米愛心基金
2006年，在李宇春和其粉丝支持下，中国红十字基金会設立了中國第一個由歌迷捐設和命名的專項基金——“玉米愛心基金”。與其他基金成立前必須有“底金”保證不同，“玉米愛心基金”從零元開始起步，開創了國內成立基金會零起步的先河。 中國紅基會称会通過媒體隨時公布該項基金的捐款和資助情况，每年接受社會審計，隨時接受媒體的監督和粉丝的質詢和檢查。截止至2011年3月，該基金已累計接受全國近4萬人次愛心捐款，總額達759.87萬元。該基金已成功救治了白血病等重大疾病的貧困兒童33名，在安徽、四川、甘肅、河南等省援建博愛衛生站5所、博愛衛生院和博愛新村各1所，并在2010年及時撥款50萬元援助雲南重旱區，撥款100萬元援助青海玉樹震區。李宇春本人也是紅十字基金會“玉米愛心基金”的終身形象代言人；2011年5月5日，“玉米愛心基金自主聽障兒童康復訓練計劃”在京正式啓動。儀式上，玉米愛心基金撥付42萬元用于資助首批30名聽障兒童康復訓練，李宇春與孩子們一起演唱了她特意爲聽障兒童創作的公益歌曲〈不可能的聲音〉。截至2013年4月25日，玉米爱心基金已累计接受全国数万人次爱心捐款，总额突破1000万元。截至2016年3月10日，玉米爱心基金共收到12116133.43元，累计资助131名听障儿童接受康复训练，救助贫困大病儿童33名；在安徽、四川、甘肃、河南等省援建博爱卫生站5所、博爱卫生院、博爱学校和博爱新村各1所；参与汶川地震、西南旱灾、玉树地震、芦山地震、鲁甸地震、四川水灾等重大自然灾害的救助，资助受灾地建社卫生院站、学校，以及配增赈济家庭箱等物资。

### 其他公益活动与代言
2009年，李宇春成为中华全国青年联合会第十届委员和中国成都国际非物质文化遗产蜀绣文化传播大使。其在2010年为第26届世界大学生运动会志愿者献唱官方主题曲〈我在这里〉、第16届亚洲运动会官方宣传主题曲〈天涯共此时〉，并当选世界自然基金会WWF地球一小时中国区推广大使和第16届亚洲运动会志愿者形象大使。2011年，其成为首位头像登上福利彩票的大陆歌手。2012年6月，李宇春当选中韩文化观光宣传大使。2015年1月16日，《CCTV发现之旅公益的力量——点燃希望公益盛典》在北京钓鱼台国宾馆隆重举行。中国红基会玉米爱心基金获得 “年度公益项目奖”。2015年5月21日，第68届戛纳国际电影节，amfAR（美国艾滋病基金会）第22届慈善晚宴（22st Annual Cinema Against AIDS）举行。李宇春受邀出席慈善晚宴红毯。2016年5月14日至15日，李宇春第四度受邀出席法国戛纳电影节，并受邀参加开云集团Women in Motion主题晚宴。2017年5月21日，李宇春受Naomi Campbell亲自邀请，出席Fashion for Relief慈善时装秀，并首次走秀。 同日，李宇春二次受邀出席了开云集团携手戛纳电影节主办的跃动她影（Women in Motion）主题晚宴。2018年1月23日，九位专家学者组成专家评委组通过认真评议，最终通过投票，李宇春入选“天府成都·十大文化名人”。
| 称 号                              | 授予方                           | 备 注                                                   |
| ---------------------------------- | -------------------------------- | ------------------------------------------------------- |
| 玉米爱心基金形象代言人             | 中国红十字基金会                 | 终身代言人                                              |
| 小天使基金爱心大使                 | 中国红十字基金会                 | 与刘翔                                                  |
| 儿童公益爱心天使                   | 中国儿童少年基金会               |                                                         |
| 预防艾滋病爱心大使                 | MAC联合国儿童基金会              |                                                         |
| 中国抗抑郁运动形象大使             | 《时尚健康》杂志                 | 与鲁豫/高圆圆                                           |
| 中国公益之星                       | 中华全国体育基金会               |                                                         |
| 中国爱心行动明星                   | 中国扶贫基金会                   |                                                         |
| 环保旅行歌手                       | 《新旅行》杂志                   |                                                         |
| 国际非物质文化遗产蜀绣文化传播大使 | 四川省郫县政府                   |                                                         |
| “四川依然美丽”公益代言人           | 中国红十字会总会、四川省委宣传部 | 与刘晓庆                                                |
| “地球一小时”中国区大使             | 世界自然基金会WWF                | 2010年与崔健/2011-2014五度蝉联                          |
| “粉红丝带”中国区代言人             | 《时尚健康》杂志                 | 与郭晶晶相继拍摄彩色单人版封面                          |
| 中国“绿手帕行动”公益大使           | 法国《心理月刊》杂志             | 继周迅/李冰冰后，中国首位歌手大使，创造“一人双封面”历史 |
| 2011年度明星公民                   | 南都娱乐周刊                     |                                                         |
| 中国红十字书库爱心使者             | 中国红十字基金会                 |                                                         |
| 中韩文化观光宣传大使               | 韩国文化体育部、旅游发展局       | 中国首位歌手大使                                        |
| 四川旅游形象大使                   | 四川省政府                       |                                                         |

## 主要成就

### 音乐荣誉
至2016年，李宇春已获得20座北京流行音乐奖杯，13座全球华语榜中榜奖奖杯，12座全球华语歌曲排行榜奖杯，7次全球流行音乐金榜奖，3座劲歌王奖杯，20座MusicRadio中国Top排行榜奖杯，4次QQ音乐奖，7次东南劲爆音乐榜奖，10座雪碧中国原创音乐流行榜奖杯，3座音乐风云榜奖杯，以及7次音乐V榜奖。2009年，由李宇春首次参演的电影《十月围城》获得第29届香港金像奖4次提名，以及第30届大众电影百花奖最佳新演员提名。

### 社会评价
广东《新周刊》评其为2006年“年度新锐人物”，其还被授予2008年“中国十大骄子人物奖”和2011年“大时代锐仕勋章”。李宇春多次受到中国大陆政府机构以及主流时政媒体的褒奖。2009年，凤凰网、中新网和新华网分别评其“60年60人大时代影响力标志人物奖”、“影响共和国六十年60大人物奖”以及“共和国成立60年影响外国人的中国符号”。同年，《南方人物周刊》评其为“中国青年领袖”。2010年，《中国新闻周刊》和《南都娱乐周刊》分别 评其“十年中国影响力之文化艺术人物奖”和“中国娱乐圈十年十大致敬人物”。2010年，由中国大陆政府性女性权益组织——全国妇联，与品牌中国产业联盟举行的“2010品牌中国（女性）高峰论坛”上，评其“影响中国妇女百年发展历程100位品牌女性”。李宇春多次被其家乡政府机构嘉奖，其母校四川音乐学院授予其“川音最高荣誉奖”，成都传媒集团于2009年和2001年评其“建国60年影响成都女性奖”和“成都全球影响力人物奖”。2011年，四川省委组织部授予其“四川青年五四奖章提名奖”。同年，中国日报评其“中国榜样奖”。2012年，作为湖南省娱乐产业领头人物，其被湖南团省委授予“30年影响湖南青少年人物奖”。2014年，在亚太经合组织北京峰会（APEC Summit）期间举办的女性领导峰会上，李宇春被授予“2014APEC最杰出女性奖”。其成名之初，公众舆论给大众的印象普遍以“一夜成名”来称呼李宇春，而由此引发许多年轻人一夜成名的愿望。对自己获得一些社会荣誉，李宇春称自己还并不够格，并否认自己“一夜成名”。

## 社会影响

### 李宇春现象
自从参加超级女声以来，李宇春已成为一个现象级人物，对中国社会产生巨大的影响，其引领了中国内地的青少年偶像崇拜风潮。“李宇春现象”成为被提及的词汇。
李宇春的崛起普遍被社会学家认为是中国不断蓬勃的女权主义的象征，并引发一系列有关社会探讨与研究。
中国邮政曾于06年发行以“超女代表李宇春”为特色的限量版邮票。其还成为中国首位由中国邮政和中国红十字会联合发行名信片的艺人。2009年，其本人受邀入驻上海杜莎夫人蜡像馆。福布斯将其列入2006年、2007年、2010年、2013年中国名人榜前20名，2019年中国名人榜第39名。

## 特点
李宇春的音樂曲風多變，無論是英倫、搖滾、嘻哈、R&B、HARD-CORE RAP、古典曲風、電子舞曲、弗朗明哥、中國風抑或京劇唱腔，她都有嘗試。李宇春的声音是较为罕见的女中音，这與中國樂壇向來流行的高音唱法有所不同，甚至因此她的唱功頗受爭議。
李宇春的現場LIVE舞臺魅力让中國大陸媒體将其稱作“舞臺皇后”和“LIVE女王”。太合麥田CEO宋柯稱爲“天生要站在舞臺上的人”。在她演唱〈阿麽〉和〈Why Me〉兩首歌後，在韓國占80%搜索市場的最大最權威搜索引擎NAVER上，關于李宇春的網頁實時搜索量立刻升值第一。
李宇春的中性魅力在時尚圈也引起關注。2013年，她以另類冷酷的搖滾風造型登上意大利《VOGUE》（VOGUE ITALIA）2013開年刊，成爲首位登上該雜志的中國女歌手。意大利《VOGUE》在報道中這樣評價道：李宇春不僅僅是明星，她是一個與衆不同的巨星，也是中國第一個從不懼怕保持自我的明星。主編 Franca Sozzani 闡述邀請李宇春出鏡的原因時說道：“之前就知道中國有李宇春這個非常特別的藝人...我欣賞她的才華和氣質，尤其被她的寵辱不驚和真誠打動，所以就有了這次拍攝。” 。

## 个人演唱会
| 李宇春 不插电生日音乐会 时间：2006年3月10日 地点：成都卢浮宫 李宇春 522不插电音乐会 时间：2006年05年22日 地点： 上海大舞台 李宇春 皇后与梦想 首唱会 时间：2006年9月20日 地点：北京展览馆 李宇春 生日音乐会 时间：2007年3月24日 地点：北京展览馆 2007李宇春“我的”全国巡回演唱会（5场） 时间：2007年10月27日——2007年12月8日 场次： 10月27日 南京 五台山体育馆 11月3日 广州 天河体育馆 11月10日 成都 四川省体育馆 11月17日 重庆 重庆人民大会堂 12月8日 杭州 黄龙体育中心体育馆 2008李宇春 生日音乐会 时间：2008年3月9日 地点：上海大舞台 2009李宇春 生日音乐会 时间：2009年3月21日 地点：广州体育馆 2009阿么李宇春演唱会 时间：2009年12月26日 地点：北京五棵松体育馆 2010李宇春 生日音乐会 时间：2010年3月27日 地点：南京奥体中心 2011李宇春 生日音乐会 时间：2011年3月26日 地点：武汉体育中心 2012李宇春 生日音乐会 时间：2012年3月24日 地点：深圳湾体育中心体育馆 李宇春疯狂世界巡演（5场） 时间：2012年8月26日——2012年12月15日 场次： 8月26日 北京 万事达中心 10月20日 上海 梅赛德斯-奔驰文化中心 11月10日 武汉 沌口体育中心体育馆 11月24日 南京 南京奥体中心体育馆 12月15日 广州 广州新体育馆 | 2013李宇春Why Me演唱会（2场） 时间：2013年10月5日——2013年10月26日 场次： 2013年10月5日 青岛 青岛国信体育馆 2013年10月26日 上海 梅赛德斯-奔驰文化中心 2014李宇春Why Me 演唱會 時間:2014年10月5日 地点：大连体育中心体育馆 2015 李宇春 Why Me 演唱會 時間：2015年9月26日 地點：成都体育中心 2016 李宇春“野蠻生長”巡迴演唱會（5场） 時間：2016年8月20日——2016年12月10日 场次： 8月20日 北京 乐视体育生态中心 9月24日 深圳 深圳春茧体育馆 10月15日 福州 福州海峡奥林匹克体育中心综合馆 11月12日 南京 南京奥体中心体育馆 12月10日 重庆 重庆国际博览中心多功能厅 李宇春《流行》（北京）首唱會 時間：2017年12月1日 地點：北京柏萊特影視文化產業園 2018 李宇春“流行(liú xíng)”巡迴演唱會（6场） 時間：2018年3月31日——2018年7月14日 场次： 3月31日成都 成都大魔方演藝中心 4月29日上海 梅賽德斯-奔馳文化中心 5月26日深圳 深圳大運中心體育館 6月16日南京 南京奧體中心體育館 6月30日北京 北京凱迪拉克中心 7月14日重慶 重慶國際博覽中心 2023 李宇春“周末愉快”演唱会（8场） 時間：2023年5月20日——2023年10月14日 场次： 5月20日—21日 北京 凯迪拉克中心 6月16日—17日 上海 梅賽德斯-奔馳文化中心 8月25日—26日 成都 凤凰山体育公园综合体育馆 10月13日—14日 重庆 華熙文化體育中心 2024 李宇春“周末愉快”演唱会（6场） 時間：2024年3月9日——2024年8月25日 场次： 3月9日 廣州 宝能广州国际体育演艺中心 5月17日—18日 寧波 寧波奧體中心體育館 7月13日 廈門 廈門奧林匹克體育中心鳳凰體育館 8月24日—25日 成都 凤凰山体育公园综合体育馆 2025 李宇春 皇后与梦想 演唱会（1场） 時間：2025年9月13日 场次： 9月13日 成都 五粮液文化体育中心综合体育馆 |

## 執導作品
| 类型     | 时间          | 作品                                             |
| -------- | ------------- | ------------------------------------------------ |
| 音乐MV   | 2008年        | 少年中国、秀才胡同、差生、                       |
| 音乐MV   | 2009年        | 阿么、下个，路口，见                             |
| 影音短片 | 2010年        | 《态度》、《一封没有办法实际寄出的信》、《麻将》 |
| 演唱会   | 2006年        | 李宇春上海不插电演唱会                           |
| 演唱会   | 2006年-2015年 | 李宇春WhyMe演唱会（11场）                        |
| 演唱会   | 2009年        | 阿么李宇春北京演唱会                             |
| 演唱会   | 2016年        | 李宇春野蛮生长巡回演唱会                         |
| 演唱会   | 2018年        | 李宇春“流行(liú xíng)”巡回演唱会                 |

## 參與電影電視话剧演出

### 電視劇
- 2005年：《美麗分貝》 飾 成朗（客串）
- 2005年：《芙蓉花開》 飾 春春（客串）

### 電影
- 2009年：《十月圍城》 飾 方紅 第5届香港电影导演会年度大奖 年度新進演员(銀)
- 2010年：《序幕》（音乐电影） 飾 副導演
- 2010年：《龍門飛甲》 飾 顧少棠
- 2012年：《血滴子》 飾 穆森
- 2016年：《澳门风云3》飾 高菲
- 2016年：《擺渡人》飾 十三妹
- 2018年：《捉妖記2》飾演 朱金真

### 话剧
- 2013年: 《如梦之梦》 飾 严小梅

### 配音
- 2015年4月24日《疯狂外星人》飾演女主角小钱

## 圖書
| 作品名称                         | 简介 | 发行时间 | 出版社         | ISBN          |
| -------------------------------- | --- | -------- | -------------- | ------------- |
| 《沐宇春风》                     | 记录2005年比赛及幕后花絮，附VCD光盘一张 | 2005年   | 吉林美術出版社 | 9787538619072 |
| 《I Chris 我的音乐地图》         | 以成都、北京、首尔、伦敦、台北等五个城市为单元，集合台前幕后、旅行故事、扮美秘诀、内心独白等丰富内容，以音乐为主线，展现出工作和生活的每个细节 | 2007年   | 接力出版社     | 9787807326069 |
| 《5YEARS 李宇春2010WhyMe全纪录》 | Why Me第五年演唱会台前幕后抓拍全记录 | 2010年   | 万卷出版公司   | 9787547010037 |

## 其他影响

### 春哥
“春哥”一词在早期是指歌手李宇春，随后逐渐形成一股强大的网络恶搞文化。在2005年她参加超女海选阶段这个称呼被媒体使用。部分新闻媒体偶尔也会使用这一称呼。不喜欢李宇春的人也恶搞地喊李宇春为“春哥”。李宇春本人也不喜欢这样的称呼，曾表示“感谢那些认真叫我名字的人”。面对网络恶搞文化泛滥，并且已经构成严重的性别侮辱和恶意诋毁攻击，2011年3月份李宇春经纪公司声明希望关于李宇春的娱乐新闻中不要再称这位明星为“春哥”。

## 相關研究文獻
- Maud Lavin《Hong Kong-Based Fans of Mainland Idol Li Yuchun: Elective Belonging, Gender Ambiguity, and Rooted Cosmopolitanism》（收錄於《Boys' Love, Cosplay, and Androgynous Idols: Queer Fan Cultures in Mainland China, Hong Kong, and Taiwan》，香港大學出版社，2017，ISBN：9789888390809）

## 外部連結
- 李宇春在豆瓣上的资料（简体中文）
- 李宇春的新浪微博
- 李宇春的Instagram帳戶
- 李宇春的抖音账号

| 奖项与成就    | 奖项与成就                                        | 奖项与成就    |
| ------------- | ------------------------------------------------- | ------------- |
| 前任： 安又琪 | 超快系列选秀节目冠军 2005年8月26日－2006年9月29日 | 繼任： 尚雯婕 |